# Anasterias laevigata
Anasterias laevigata is een zeester uit de familie Asteriidae.
De wetenschappelijke naam van de soort werd, als Asterias rupicola var. laevigatus, in 1879 gepubliceerd door Frederick Wollaston Hutton.